# Paraphiochaeta parvicornis
Paraphiochaeta parvicornis är en tvåvingeart som först beskrevs av Borgmeier 1958.  Paraphiochaeta parvicornis ingår i släktet Paraphiochaeta och familjen puckelflugor. Inga underarter finns listade i Catalogue of Life.